# 羚羊國家公園
15°35′10″N 61°28′23″W / 15.586°N 61.473°W

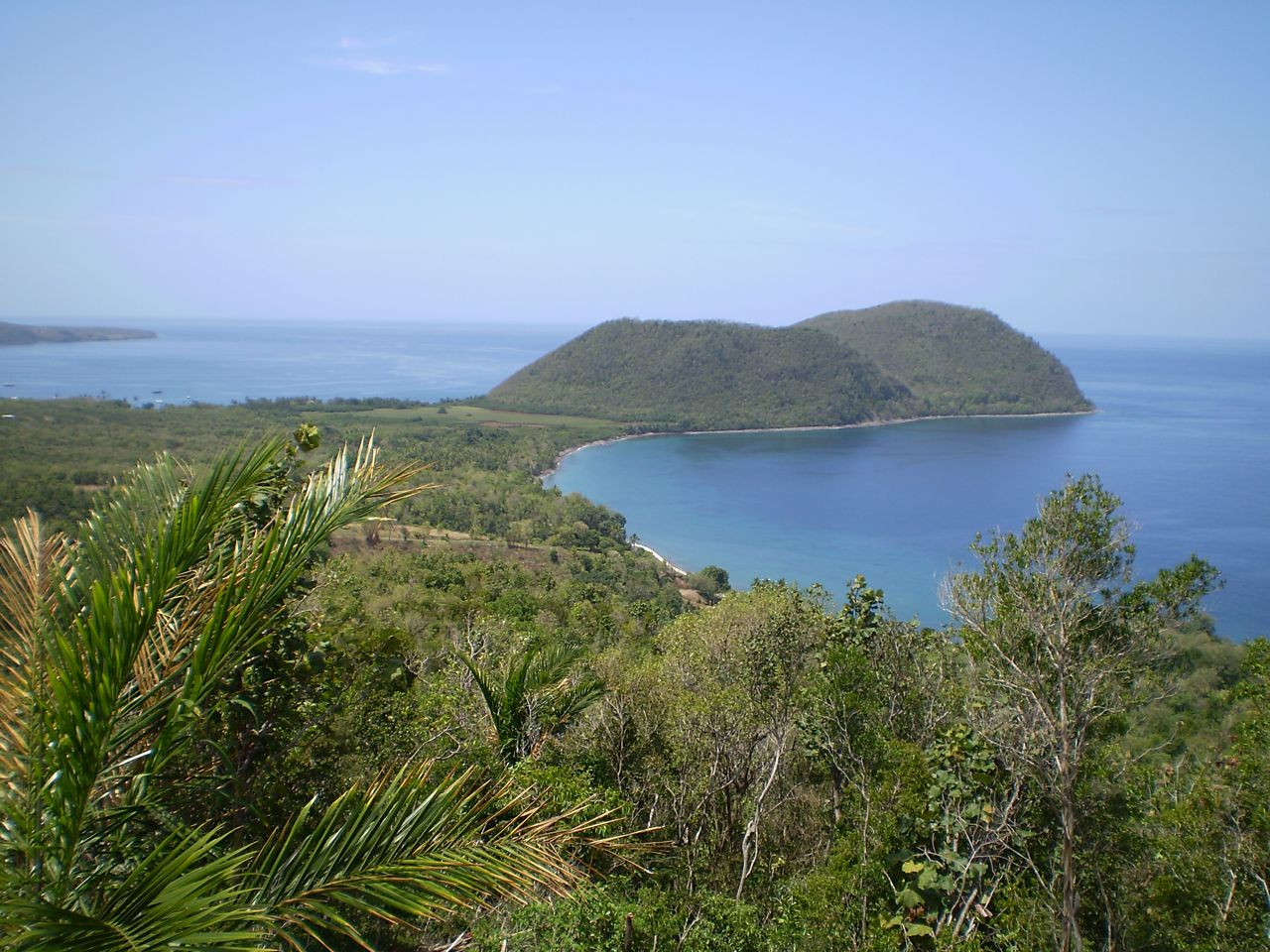

羚羊國家公園是多米尼克的國家公園，位於該國西北部聖約翰區，處於樸茨茅夫以北，面積5.3平方公里，始建於1986年，該地區有熱帶森林、珊瑚礁和濕地等不同地貌。